# Antoine Magnol
Antoine Magnol est un  médecin et un botaniste français, né en 1676 à Montpellier et mort le 10 mai 1759 dans cette même ville .
Il est le fils du botaniste Pierre Magnol (1638-1715). En 1696, il devient militaire après l'obtention de son titre de docteur en médecine. Il revient à l'université de Montpellier où il assiste son père à partir de 1707 et le remplace à sa chaire en 1715.
Il est l'auteur de Dissertatio de naturali secretione bilis in jecore (Montpellier, 1719), Denatura et causis fluiditatis sanguinis naturalis et deperditæ (Montpellier, 1741) ainsi qu'une édition posthume de certains manuscrits de son père.